# Jerry Donga
Jerry Donga (Honiara, Islas Salomón, 31 de enero de 1991) es un exfutbolista de Islas Salomón que jugaba en las posiciones de mediapunta y delantero centro.

## Carrera

### Club
Jugó toda su carrera con el Solomon Warriors de 2012 a 2024, equipo con el que fue campeón nacional en seis ocasiones y ganó dos veces la Supercopa Melanesia.

### Selección nacional
A nivel de selecciones menores jugó para la selección sub-23 en tres ocasiones y anotó un gol. Jugó para Islas Salomón en 28 ocasiones de 2016 a 2022 y anotó cuatro goles; y participó en la Copa de las Naciones de la OFC 2016.
| N.º | Fecha                  | Sede                                                     | Partido | Rival              | Marcador | Resultado | Torneo                                               |
| --- | ---------------------- | -------------------------------------------------------- | ------- | ------------------ | -------- | --------- | ---------------------------------------------------- |
| 1   | 28 de mayo de 2016     | Sir John Guise Stadium, Port Moresby, Papúa Nueva Guinea | 1       | Vanuatu            | 1–0      | 1–0       | Copa de las Naciones de la OFC 2016                  |
| 2   | 13 de junio de 2017    | PNG Football Stadium, Port Moresby, Papúa Nueva Guinea   | 12      | Papúa Nueva Guinea | 2–1      | 2–1       | Clasificación para la Copa Mundial de Fútbol de 2018 |
| 3   | 2 de diciembre de 2017 | Port Vila Municipal Stadium, Port Vila, Vanuatu          | 15      | Tonga              | 1–0      | 8–0       | Mini Juegos del Pacífico 2017                        |
| 4   | 8 de julio de 2019     | National Soccer Stadium, Apia, Samoa                     | 24      | Tuvalu             | 8–0      | 13–0      | 2019 Pacific Games                                   |

## Logros
- S-League (6): 2013–14, 2015-16, 2017, 2018, 2019–20, 2021-22
- Copa Melanesia (2): 2014, 2015